# Sybra botelensis
Sybra botelensis là một loài bọ cánh cứng trong họ Cerambycidae.